# John Clark (Fußballspieler, 1941)
John Clark (* 13. März 1941 in Bellshill, Lanarkshire; † 23. Juni 2025) war ein schottischer Fußballspieler. Er gehörte zu den Lisbon Lions, die 1967 den Europapokal der Landesmeister gewannen.

## Karriere

### Als Spieler
Clark wechselte 1958 vom FC Larkhall Thistle zu Celtic Glasgow. Für Celtic erzielte er in einem Pokalspiel gegen Hibernian Edinburgh sein erstes Tor. Nach diesem Tor und der Einstellung von Trainer Jock Stein gelang ihm schließlich der Durchbruch bei Celtic. Danach gewann er mit Glasgow insgesamt sechs Mal die Meisterschaft, vier Mal den Pokal und sechs Mal den Ligapokal. Dadurch nahm er mit Celtic mehrmals am Europapokal teil und konnte 1967 nach Siegen gegen den FK Dukla Prag und den FC Nantes den Europapokal der Landesmeister gewinnen. Nach dreizehn Jahren verließ er Celtic letztlich und wechselte zu Greenock Morton. In Greenock spielte er noch zwei Jahre in der ersten Liga und wurde jeweils dreizehnter und vierzehnter, bevor er seine Karriere beendete.
Zudem lief er vier Mal für die schottische Nationalmannschaft auf.

### Als Trainer
Elf Jahre nach Ende seiner Spielerkarriere begann er als Trainer zu arbeiten. In der dritten Liga übernahm er den FC Cowdenbeath und führte diesen auf den vierten Platz im Endklassement. Während der folgenden Saison übernahm er dann kurzzeitig das Traineramt des FC Stranraer, aber konnte dort den Abstieg in die Viertklassigkeit nicht verhindern. Der Zweitligist FC Clyde verschaffte ihm dann eine langfristige Anstellung. Dort entging er dem Abstieg häufig nur knapp, ehe er ihn in der Saison 1990/91 nicht abwenden konnte. Als ihm folglich nicht der direkte Wiederaufstieg gelang, schied er aus dem Amt und beendete seine Trainerkarriere.